# (3338) Richter
(3338) Richter – planetoida z pasa głównego asteroid okrążająca Słońce w ciągu 3 lat i 53 dni w średniej odległości 2,15 j.a. Została odkryta 28 października 1973 roku w Obserwatorium Karla Schwarzschilda w Tautenburgu przez Freimuta Börngena i K. Kirsch. Nazwa planetoidy pochodzi od Nikolausa B. Richtera (1910–1980), pierwszego dyrektora obserwatorium w Tautenburgu (1960–1975). Przed nadaniem nazwy planetoida nosiła oznaczenie tymczasowe (3338) 1973 UX5.